# Spisak epizoda edicije Lunov magnus strip
Ovo je spisak svih epizoda izašlih u strip ediciji Lunov Magnus Strip u periodu 1968-1993. godine. Prvi broj LMS izašao je na kioske 1. marta 1968. U junu 2022. izdavačka kuća Golconda nastavila je u Srbiji sa objavljivanjem novih epizoda Lunov magnus stripa počev od broja 999.
- LMS #1 — 1. 3. 1968.
Tajna zlatnog rudnika
- LMS #4 — 1968.
Blago Crvene planine
Prvo pojavljivanje
Zagora.
Autor naslovnice:
- LMS #13 — 1970.
Ritual smrti
Prvo pojavljivanje
Kita Telera.
- LMS #128 — 1974.
Veliki Blek
Prvo pojavljivanje
Velikog Bleka.
- LMS #997 — 16. 3. 1993.
Medeni mesec
Poslednji broj
pre pauze.
- LMS #999 — 2. 6. 2022.
Kavez
Prvi broj posle
29 godina pauze.
Autor naslovnice:
Bane Kerac

## 1960-1969

### 1968
1. Tajna zlatnog rudnika (Teks Viler)
2. Protiv uragana smrti (Teks Viler)
3. Konjanici smrti (Teks Viler)

### 1969
1. Blago Crvene planine (Zagor)
2. Lov na čoveka (Teks Viler)
3. Brod za Jupiter (R. Bomon)
4. Zarobljenici crvene veštice (Zagor)

## 1970-1979

### 1970
1. Krv Navajosa (Teks Viler)
2. Opasna tajna (Teks Viler)
3. Pukovnikova podvala (Zagor)
4. Krvava reka (Tim i Dasti)
5. Desperadosi napadaju (Tim i Dasti)
6. Ritual smrti (Kit Teler)
7. Tragom Vovke (Teks Viler)
8. Šakali sa Misurija (Teks Viler)
9. Junak rodea (Teks Viler)
10. Morske hijene (Zagor)
11. Osveta Apača (Teks Viler)
12. Sud odmetnika (Kit Teler)

### 1971
1. Gospodar munje (Kit Teler)
2. Akt nasilja (Zagor)
3. Odlučujući udarac (Zagor)
4. Brži od zvečarke (Teks Viler)
5. U zagrljaju stihije (Kit Teler)
6. Pucanj iz zasede (Kit Teler)
7. Tajna doline aveti (Teks Viler)
8. Zakon odmazde (Teks Viler)
9. Sramni ugovor (Teks Viler)
10. Hiljadu zamki (Zagor)
11. Prst na orozu (Teks Viler)
12. Banda Braće Mraka (Kit Teler)
13. Osveta žutog gavrana (Kočiz)
14. Prokleto zlato (Kočiz)
15. Ćelija smrti (Kočiz)
16. Crna senka (Kočiz)
17. Vatreni obruč (Kočiz)
18. Na brdu lešinara (Teks Viler)
19. Zaslepljeni mržnjom (Kit Teler)
20. Leteći manijak (Zagor)
21. Zarobljenici Roksa (Zagor)
22. Napad na banku (Teks Viler)
23. Zagonetni dvojnik (Zagor)

### 1972
1. Robovi rudnika (Zagor)
2. Nevidljiva ruka (Teks Viler)
3. Igra pet strela (Zagor)
4. Čelična neman (Zagor)
5. Plamen rata (Bil Adams)
6. Samoubilački karavan (Bil Adams)
7. Linija fronta (Bil Adams)
8. Topovi seju smrt (Bil Adams)
9. Banda maskiranih (Kit Teler)
10. Zeleni pakao (Kit Teler)
11. Skok smrti (Priče iz cirkusa)
12. Čovek sa poternice (Kit Teler)
13. Pustinjski vuci (Tim i Dasti)
14. Očajnički poduhvat (Kit Teler)
15. Cena života (Zagor)
16. Svirepa ceremonija (Zagor)
17. Očekujući nož (Teks Viler)
18. Živa lavina (Teks Viler)
19. Suludi strelac (Zagor)
20. Krila smrti (Teks Viler)
21. Neuhvatljivi Morti Blek (Kit Teler)
22. Šifra K-S-B 964 (Kit Teler)
23. Sin Noćnog orla (Teks Viler)
24. Šaka mrtvaca (Teks Viler)

### 1973
1. Sivi vuk (Kit Teler)
2. Gvozdena disciplina (Kit Teler)
3. Frenkijev vatromet (Kit Teler)
4. Bezglava trka (Teks Viler)
5. Ranč u pepelu (Teks Viler)
6. Morski konjic (Teks Viler)
7. Pustinjska pravda (Teks Viler)
8. Jezik Čirokija (Kit Teler)
9. Maskirani zaštitnik (Kit Teler)
10. Napušteni rudnik (Kit Teler)
11. Grad u opasnosti (Zagor)
12. Okrutni Runok (Zagor)
13. Zlatni mač (Zagor)
14. Noć velike odluke (Zagor)
15. Srebrna reka (Zagor)
16. Stara vetrenjača (Zagor)
17. Razbesnela zver (Zagor)
18. Zagorov gnev (Zagor)
19. Žuta sekira (Zagor)
20. Ruka pomirenja (Zagor)
21. Zub vakande (Kit Teler)
22. Trn u oku (Kit Teler)
23. Indijanski napitak (Kit Teler)
24. Crna munja (Kit Teler)

### 1974
1. Glas doline (Kit Teler)
2. Leteći zmaj (Kit Teler)
3. Žive mumije (Zagor)
4. Ranjeni jelen (Zagor)
5. Put do smaragda (Zagor)
6. Stari sat (Zagor)
7. Čovek u crnom (Zagor)
8. Novogodišnja noć (Zagor)
9. Zagor priča (Zagor)
10. Gospodar Darkvuda (Zagor)
11. Dolina bivola (Kit Teler)
12. Pucanj kroz noć (Kit Teler)
13. Lažno ogledalo (Kit Teler)
14. Ponovo živ (Kit Teler)
15. Do poslednjeg (Zoro)
16. Zloslutni glas (Kit Teler)
17. Hrabri Sijuks (Zoro)
18. Maskirani eskadron (Kit Teler)
19. Kradljivci krzna (Zoro)
20. Dani uzbuđenja (Kit Teler)
21. Nepravedno okrivljen (Zoro)
22. Vodopad smrti (Kit Teler)
23. Potomci Maja (Kit Teler)
24. Amajlija za poglavicu (Zoro)
25. Izazov kitolovcima (Zagor)
26. Okršaj sa Vikinzima (Zagor)
27. Bivolja glava (Kit Teler)
28. Dimni signali (Kit Teler)
29. Piratski brod (Zagor)
30. Gospodar reke (Zagor)
31. Ratni plen (Kit Teler)
32. Nepobedivi Frenki (Kit Teler)
33. Car orlova (Zagor)
34. Poslednji let (Zagor)
35. Unapređenje za hrabrost (Kit Teler)
36. Povratak junaka (Kit Teler)
37. Plava zvezda (Zagor)
38. Veliki Blek (Veliki Blek)
39. Sinovi šume (Veliki Blek)
40. Pećina smrti (Kit Teler)

### 1975
1. Kopači zlata (Kit Teler)
2. Jezero lešinara (Veliki Blek)
3. Pobuna robova (Veliki Blek)
4. Ukleta zemlja (Kit Teler)
5. U vučjoj jazbini (Kit Teler)
6. Čovek s bičem (Veliki Blek)
7. Juriš trapera (Veliki Blek)
8. Tragom diližansi (Kit Teler)
9. Crna strela (Kit Teler)
10. Zov bubnjeva (Veliki Blek)
11. Lažni Blek (Veliki Blek)
12. Zloglasna petorka (Kit Teler)
13. Kobna koliba (Kit Teler)
14. Tragičan lov (Veliki Blek)
15. Prokleta kula (Veliki Blek)
16. Noćni konjanici (Kit Teler)
17. Tvrđava don Morantea (Kit Teler)
18. Mač ima reč (Veliki Blek)
19. Vitez od sezana (Veliki Blek)
20. Šerif se predaje (Kit Teler)
21. Manituovo oko (Kit Teler)
22. Voštane figure (Veliki Blek)
23. Ledena skela (Veliki Blek)
24. Zakon linča (Kit Teler)
25. Old Nik (Kit Teler)
26. Atentat u Portlendu (Veliki Blek)
27. Maskirani osvetnik (Veliki Blek)
28. Sarkofag u špilji (Kit Teler)
29. Rumeni izvor (Kit Teler)
30. Usplamtelo more (Veliki Blek)
31. Kandže Algonkina (Veliki Blek)
32. Bitka za prugu (Kit Teler)
33. Neustrašivi Gogo (Kit Teler)
34. Hrabri saveznici (Veliki Blek)
35. Lukava markiza (Veliki Blek)
36. Klareta je kidnapovana (Kit Teler)
37. Crna senka (Kit Teler)
38. Rodijev podvig (Veliki Blek)
39. Tetovirana šifra (Veliki Blek)
40. Mađioničar Džo (Kit Teler)
41. Trubadur iz Oklahome (Kit Teler)
42. Blek u mišolovci (Veliki Blek)
43. Bunar smrti (Veliki Blek)
44. Kaplar Frenki (Kit Teler)
45. Poverljivo pismo (Kit Teler)
46. Otmica na gubilištu (Veliki Blek)
47. Teror u Spartonu (Veliki Blek)
48. Začarana dolina (Kit Teler)
49. Mali begunci (Kit Teler)
50. Blekova pravda (Veliki Blek)

### 1976
1. Tajna veza (Veliki Blek)
2. Avantura u Meksiku (Kit Teler)
3. Veliki Grom (Kit Teler)
4. Treći čovek (Veliki Blek)
5. Zavera ćutanja (Veliki Blek)
6. Mladi Mesec (Kit Teler)
7. Kitov trijumf (Kit Teler)
8. Zarobljenici aligatora (Veliki Blek)
9. Tri samuraja (Veliki Blek)
10. Danhevnovi naslednici (Kit Teler)
11. Tajanstveni zamak (Kit Teler)
12. Krik sove (Veliki Blek)
13. Traperova reč (Veliki Blek)
14. Brodolom (Kit Teler)
15. Spasonosna vatra (Kit Teler)
16. Sloboda Babingi (Veliki Blek)
17. Rat ugnjetačima (Veliki Blek)
18. Dolina straha (Kit Teler)
19. Četvoro smelih (Kit Teler)
20. Zaliv ajkula (Veliki Blek)
21. Brzi jelen (Veliki Blek)
22. Trenutak istine (Kit Teler)
23. Izvor Kink-hoo (Kit Teler)
24. Beli Indijanac (Veliki Blek)
25. Braća lister (Veliki Blek)
26. Okrutna Penelopa (Kit Teler)
27. Spas iz katakombe (Kit Teler)
28. Vladarka močvare (Veliki Blek)
29. Jednoruki kuka (Veliki Blek)
30. Uzbuna u Katridžu (Kit Teler)
31. Blizanci (Kit Teler)
32. Lavovi kamura (Veliki Blek)
33. Usamljeni zukor (Veliki Blek)
34. Gospodarica mraka (Kit Teler)
35. Noć punih meseca (Kit Teler)
36. Saska Tan (Veliki Blek)
37. Opasna devojka (Veliki Blek)
38. Čovek sa plaštom (Kit Teler)
39. Obračun u vodenici (Kit Teler)
40. Poglavica pajuta (Veliki Blek)
41. Rođaka Eufrazija (Veliki Blek)
42. Dugin vodopad (Kit Teler)
43. Podvig Vernog Noža (Kit Teler)
44. Tri zlatna metka (Veliki Blek)
45. Jaguar sedam mora (Veliki Blek)
46. Urlik kojota (Kit Teler)
47. Prerija zove (Kit Teler)
48. Astronom Džeremija (Veliki Blek)
49. Izaslanik Spenser (Veliki Blek)
50. Lažni dijamanti (Kit Teler)
51. Agavin cvet (Kit Teler)
52. Ratna sekira (Veliki Blek)
53. Garlandov bič (Veliki Blek)
54. Kit je nestao (Kit Teler)

### 1977
1. 'Mrtvi kanjon (Kit Teler)
2. Dolina totema (Veliki Blek)
3. Karabina Slim (Karabina Slim)
4. U srcu džungle (Kit Teler)
5. Mesečev kamen (Kit Teler)
6. Smotra straže (Veliki Blek)
7. Karabina i Suarez (Karabina Slim)
8. Paukova mreža (Kit Teler)
9. Hacijenda hrabrih (Kit Teler)
10. Osumnjičeni Blek (Veliki Blek)
11. Krek protiv Karabine (Karabina Slim)
12. Kuća na granici (Kit Teler)
13. Agent-03 (Kit Teler)
14. Rodi u akciji (Veliki Blek)
15. Operacija Diksi (Karabina Slim)
16. Ljubimac Krik (Kit Teler)
17. Fakir Sumabatra (Kit Teler)
18. Crni orao (Veliki Blek)
19. Karabina Slim i div (Karabina Slim)
20. Izgubljena dolina (Kit Teler)
21. Tajna jezera Bjukena (Kit Teler)
22. Plava pećina (Veliki Blek)
23. Karabina i Apači (Karabina Slim)
24. Četiri begunca (Kit Teler)
25. Pregršt pepela (Kit Teler)
26. Nepogrešivi strelac (Veliki Blek)
27. Karabina i crveni cvet (Karabina Slim)
28. Do viđenja, Teksase (Kit Teler)
29. Rendžer u Njujorku (Kit Teler)
30. Eskimski logor (Veliki Blek)
31. Karabina i tigrica (Karabina Slim)
32. Litica dinosaurusa (Kit Teler)
33. U močvari' (Kit Teler)
34. Blek zarobljenik (Veliki Blek)
35. Karabina i oholi Varen (Karabina Slim)
36. Lozinka Maraton (Kit Teler)
37. Rajanovo srce (Kit Teler)
38. Okultis verenik (Veliki Blek)
39. Karabina i Vatreno oko (Karabina Slim)
40. Prepad u Kervilu (Kit Teler)
41. Skrovište Vo-ha-ma-to (Kit Teler)
42. Uzbudljivo venčanje (Veliki Blek)
43. Pirati Mičikotena (Karabina Slim)
44. Pobuna na Vankuveru (Kit Teler)
45. Frenkijeva pesnica (Kit Teler)
46. Smeli korak (Veliki Blek)
47. Karabina i Kena Bek (Karabina Slim)
48. Zagonetna lula (Kit Teler)
49. Ledeni jedrenjak (Kit Teler)
50. Kćerka trapera (Veliki Blek)
51. Karabina i vučji zub (Karabina Slim)
52. Kobni susret (Kit Teler)

### 1978
1. Iza maske (Kit Teler)
2. Bengalska vatra (Veliki Blek)
3. Fantastična pustolovina (Karabina Slim)
4. Pitoma zver (Kit Teler)
5. Mali vrač (Kit Teler)
6. Rodi kao devojčica (Veliki Blek)
7. Karabina i Parkerovi (Karabina Slim)
8. Zlato Apača (Kit Teler)
9. 1000 i jedna klopka (Kit Teler)
10. Gužva u Bostonu (Veliki Blek)
11. Prerijski Vuk (Karabina Slim)
12. Leteći Holanđanin (Kit Teler)
13. Operacija Sudar (Kit Teler)
14. Blago Zelenih močvara (Veliki Blek)
15. Duga puška (Ken Parker)
16. Dvoboj u podne (Kit Teler)
17. Gvozdeni čovek (Kit Teler)
18. Mali traper (Veliki Blek)
19. Duga puška i Dakote (Ken Parker)
20. Začarano blago (Kit Teler)
21. Jezero svetlosti (Kit Teler)
22. Plan očajnika (Veliki Blek)
23. Čovek ptica (Veliki Blek)
24. Krstarenje (Kit Teler)
25. Ostrvo delfina (Kit Teler)
26. Besmrtni bizon (Veliki Blek)
27. Mumija iz Bar Galča (Veliki Blek)
28. Zaseda u kanjonu (Kit Teler)
29. Biser iz Oklahome (Kit Teler)
30. Totem Murak (Veliki Blek)
31. U praskozorje (Veliki Blek)
32. Pakleni izazov (Kit Teler)
33. Zlatna groznica (Kit Teler)
34. Grad čarolija (Veliki Blek)
35. Virtuoz Okultis (Veliki Blek)
36. Kojoti ne oklevaju (Kit Teler)
37. Planina očaja (Kit Teler)
38. Saratoga (Veliki Blek)
39. Izdajnik Vejk-lenda (Veliki Blek)
40. Nevidljiva barijera (Kit Teler)
41. Putovanje u praistoriju (Kit Teler)
42. Arhipelag gusara (Veliki Blek)
43. Zavera (Veliki Blek)
44. Bela Indijanka (Kit Teler)
45. Hitac u metu (Kit Teler)
46. Provera hrabrosti (Veliki Blek)
47. Zakon i pravda (Veliki Blek)
48. Klan Vokera (Kit Teler)
49. Lavlji kavez (Kit Teler)
50. Ekspedicija Mensfild (Veliki Blek)
51. Hromi Daba (Veliki Blek)
52. Neuhvatljivi Merdok (Kit Teler)

### 1979
1. Slepi kolosek (Kit Teler)
2. Blek u Londonu (Veliki Blek)
3. Od Londona do Škotske (Veliki Blek)
4. Sestre Babit (Kit Teler)
5. Otrovnica Mohabiti (Kit Teler)
6. Blekova staza (Veliki Blek)
7. Šumski čovek (Veliki Blek)
8. Dolina straha (Kit Teler)
9. Gospodar noći (Kit Teler)
10. Okultisov dvojnik (Veliki Blek)
11. Okovani Blek (Veliki Blek)
12. Zakon koplja (Kit Teler)
13. Pod užarenim suncem (Kit Teler)
14. Poslednje zlodelo (Kit Teler)
15. Rodi u oluji (Veliki Blek)
16. Ratnica Junona (Veliki Blek)
17. Nepogrešivi strelac (Kit Teler)
18. Brži od kuršuma (Kit Teler)
19. Zdenac smrti (Veliki Blek)
20. Priča o Velikom Bleku (Veliki Blek)
21. El Tornado (Kit Teler)
22. Vrač u nemilosti (Kit Teler)
23. Agent čini grešku (Kit Teler)
24. Zlatna munja (Veliki Blek)
25. Zatočenik kule (Veliki Blek)
26. Napuštena reka (Kit Teler)
27. Maska mržnje (Kit Teler)
28. Ozloglašeni Derbi (Kit Teler)
29. Huk buljine (Tim i Dasti)
30. Uragan nad Arizonom (Tim i Dasti)
31. Prokleto zlato (Tim i Dasti)
32. Fantastični kišobrani (Veliki Blek)
33. Zemlja drhti (Bil Adams)
34. Ukroćeni tigar (Kit Teler)
35. Suludi Sigram (Kit Teler)
36. Najkrvavija bitka (Bil Adams)
37. Zakon odmazde (Veliki Blek)
38. U zamci Apača (Tim i Dasti)
39. Rio bravo (Tim i Dasti)
40. Pobesneli bizoni (Kit Teler)
41. Zavera silnika (Kit Teler)
42. Kraljica Oklahome (Bil Adams)
43. Imperator vulkane (Veliki Blek)
44. Dabrova jazbina (Tim i Dasti)
45. Ranč u plamenu (Tim i Dasti)
46. Sklonište u kanjonu (Tim i Dasti)
47. Ledeni ratnik (Kit Teler)
48. Blago vikinga (Kit Teler)
49. Zlatni brežuljci (Bil Adams)
50. Duh iz Kastlmora (Veliki Blek)
51. Ratnici vatanke (Tim i Dasti)
52. U orlovskom gnezdu (Tim i Dasti)

## 1980-1989

### 1980
1. Invazija kondora (Kit Teler)
2. Pista smrti (Kit Teler)
3. Pakao na granici (Bil Adams)
4. Kameni točak (Veliki Blek)
5. Tri strele (Tim i Dasti)
6. Alvaradovo zlato (Tim i Dasti)
7. Tragom Čejena (Bil Adams)
8. Vrač Algonkina (Veliki Blek)
9. Zmijska jama (Kit Teler)
10. Čovek bez lica (Kit Teler)
11. Na zemlji Dakota (Bil Adams)
12. Crni Norik (Veliki Blek)
13. Ukleti rudnik (Kit Teler)
14. Račun bez rendžera (Kit Teler)
15. Ko je kidnapovao Rodija (Veliki Blek)
16. Jedrenjak Lafajet (Veliki Blek)
17. Tri zmije (Kit Teler)
18. Tajanstveni zaštitnik (Kit Teler)
19. Ponor prokletih (Veliki Blek)
20. Blekova senka (Veliki Blek)
21. Zemljotres (Kit Teler)
22. Plamena oluja (Kit Teler)
23. Baron Okultis (Veliki Blek)
24. Zarobljenik Velikog Bleka (Veliki Blek)
25. Takav je bio Alan Skot (Džudas)
26. Sabljom na tvrđavu (Veliki Blek)
27. Niski udarci (Ken Parker)
28. Džudas protiv odmetnika (Džudas)
29. Operacija teror (Kit Teler)
30. Leteći stražari (Kit Teler)
31. Dvostruka igra (Veliki Blek)
32. Čaura protiv Parkera (Ken Parker)
33. Usamljeni čovek (Džudas)
34. Rodijevi podvizi (Veliki Blek)
35. Ugašene vatre (Bil Adams)
36. Rasrđeni Indijanac (Kit Teler)
37. Šume umiru (Kit Teler)
38. Kiacenta, prava žena (Ken Parker)
39. Strah i trepet (Džudas)
40. Operacija Okultis kaf (Veliki Blek)
41. Belo pero (Kit Teler)
42. Kitov obračun (Kit Teler)
43. Najveći šerif (Ken Parker)
44. Vučji klanac (Džudas)
45. Zaliv ajkula (Veliki Blek)
46. Tajna dolina (Kit Teler)
47. Gospodar zvezda (Kit Teler)
48. Neranjivi Forest (Kit Teler)
49. Tiranin iz Montane (Ken Parker)
50. Noć obračuna (Džudas)
51. Pljačka dijamanata (Veliki Blek)
52. Blago faraona (Kit Teler)

### 1981
1. Horemhebova mumija ( Kit Teler)
2. Živi u plamenu (Ken Parker)
3. Gnevni čovek (Džudas)
4. Rečni gusari (Veliki Blek)
5. Pakleni plan (Kit Teler)
6. Zelena kuga (Kit Teler)
7. Ajkule (Ken Parker)
8. Sablast doline (Džudas)
9. Živa barutana (Veliki Blek)
10. Rio Grande (Kit Teler)
11. Velika izdaja (Kit Teler)
12. Beli pakao (Ken Parker)
13. Zamka za Džudasa (Džudas)
14. Okultisovo detinjstvo (Veliki Blek)
15. Živi pesak (Kit Teler)
16. Pobratim Kajova (Kit Teler)
17. Glumac Okultis (Veliki Blek)
18. Eskimka Enja (Ken Parker)
19. Bela smrt (Džudas)
20. Grof Drakuls (Veliki Blek)
21. Kubaj Kan (Kit Teler)
22. Zatočenici Kubaj Kana (Kit Teler)
23. 7 džinova (Veliki Blek)
24. Balada o Pat O´šejn (Ken Parker)
25. Gušterova glava (Veliki Blek)
26. Poslednji samuraj (Džudas)
27. Put Sijuksa (Kit Teler)
28. Medveđa Kandža (Kit Teler)
29. Vreli grad (Ken Parker)
30. Most u vazduhu (Veliki Blek)
31. Svedok (Džudas)
32. Zlatni totem (Kit Teler)
33. Krik u noći (Kit Teler)
34. Nokaut (Ken Parker)
35. Sedam podviga (Veliki Blek)
36. Poslednji udarac (Džudas)
37. Mali Los (Kit Teler)
38. Čarobnjak Frenki (Kit Teler)
39. Jednog leta (Ken Parker)
40. Jedini izlaz (Veliki Blek)
41. Dan osvete (Džudas)
42. Velika trka (Kit Teler)
43. Markus (Kit Teler)
44. Tragom Vanakisa (Veliki Blek)
45. Zavera Komanča (Ken Parker)
46. Krvava zora (Džudas)

### 1982
1. Čegrtuša i Largo (Veliki Blek)
2. Dezmondova noć (Kit Teler)
3. Mračne sile (Kit Teler)
4. Crne marame (Veliki Blek)
5. Krvava staza (Ken Parker)
6. Estelin izazov (Džudas)
7. Gvozdena ruka (Veliki Blek)
8. Zlatni tovar (Kit Teler)
9. Čarobnjak iz arka (Kit Teler)
10. Sahrana za Frenkija (Kit Teler)
11. Ostrvo crnih vitezova (Veliki Blek)
12. Vrisak u zoru (Ken Parker)
13. Trista čuda (Veliki Blek)
14. Ko je ubica (Ken Parker)
15. Blesak iz svemira (Kit Teler)
16. Teleskopulos (Kit Teler)
17. Poruka iz svemira (Kit Teler)
18. Čatanuga u plamenu (Ken Parker)
19. Tajanstveni Levre (Veliki Blek)
20. Kju-kluks-klan (Kit Teler)
21. Teror pod maskom (Kit Teler)
22. Hrabra udovica (Ken Parker)
23. Dijamantska klopka (Mister No)
24. Gvozdeno lice (Veliki Blek)
25. Užareni kotao (Mister No)
26. Ledeni čovek (Ken Parker)
27. Jastreb na nišanu (Kit Teler)
28. Prerijska lisica (Kit Teler)
29. U čeljustima jaguara (Mister No)
30. Bubnjevi u džungli (Mister No)
31. Tvrđava straha (Veliki Blek)
32. Ratnik Mandan (Ken Parker)
33. Poslednji Kangačeiro (Mister No)
34. Presuda Fonseku (Mister No)
35. Banda Roki Hila (Kit Teler)
36. U utrobi zveri (Kit Teler)
37. Brat jastreba (Kit Teler)
38. Pleme Kajmana (Veliki Blek)
39. Klopka za Kena (Ken Parker)
40. Gusari Amazona (Mister No)
41. Čovek s maskom (Mister No)
42. Zaseda u močvari (Mister No)

### 1983
1. Podvala (Veliki Blek)
2. Prajsova čast (Ken Parker)
3. Ukleta magija (Kit Teler)
4. Sablasni ubica (Kit Teler)
5. Brodski tovar (Veliki Blek)
6. Zla kob (Mister No)
7. Usijanje (Mister No)
8. Rodijeva otmica (Veliki Blek)
9. Revolveraš (Ken Parker)
10. Srebrni rog (Kit Teler)
11. Imperator (Kit Teler)
12. Crni plašt (Veliki Blek)
13. Aveti prošlosti (Ken Parker)
14. Crna reka (Mister No)
15. Senke u noći (Mister No)
16. Proklestvo Maja (Mister No)
17. Prljava igra (Veliki Blek)
18. Crni bregovi (Ken Parker)
19. Crnobradi (Kit Teler)
20. Brodolomci (Kit Teler)
21. Na dnu mora (Kit Teler)
22. Pobesneli mustang (Veliki Blek)
23. Kobni teret (Mister No)
24. Jači od ljubavi (Mister No)
25. General u paklu (Ken Parker)
26. Crni jahači (Veliki Blek)
27. Tajni agent (Mister No)
28. Zlokobna močvara (Mister No)
29. Operacija posejdon (Mister No)
30. Romantična ledi (Ken Parker)
31. Nahoče (Veliki Blek)
32. Tajfun nad Orlandom (Kit Teler)
33. Zmije gamižu (Kit Teler)
34. Ludačka mržnja (Kit Teler)
35. Otkucaji srca (Ken Parker)
36. Čudovište nad Bostonom (Veliki Blek)
37. Bekstvo (Mister No)
38. Velika pljačka (Mister No)
39. Mambo mambo (Mister No)
40. Operacija Pajper (Mister No)
41. Staza divova (Ken Parker)
42. Lažni rodoljubi (Veliki Blek)
43. Mag Kevantaka (Kit Teler)
44. Bes Vudoga (Kit Teler)

### 1984
1. Drama u zalivu (Mister No)
2. Hangadeirosi (Mister No)
3. Hulja (Mister No)
4. Ubistvo u Montani (Ken Parker)
5. Zaliv vampira (Veliki Blek)
6. Teror u dolini (Kit Teler)
7. Uzbuna u dvorcu (Kit Teler)
8. Zlatna čerbatana (Mister No)
9. Dijamanti (Mister No)
10. Pljačka ”Vels fargo” (Ken Parker)
11. Vodena neman (Veliki Blek)
12. Tajanstveni grad (Mister No)
13. Avantura u džungli (Mister No)
14. Pogodak u metu (Ken Parker)
15. Baronica i topovi (Veliki Blek)
16. Otmica devojke (Kit Teler)
17. Utvara (Kit Teler)
18. Strašna tajna (Kit Teler)
19. Zalog ljubavi (Ken Parker)
20. Blekov protivnik (Veliki Blek)
21. Bandit (Mister No)
22. El Loko (Mister No)
23. Apač Čato (Ken Parker)
24. Blago Manitua (Veliki Blek)
25. Nož mržnje (Kit Teler)
26. Rozarijina osveta (Kit Teler)
27. Signali džungle (Mister No)
28. Ritual Canzas (Mister No)
29. Zov Agvanura (Mister No)
30. Nesuđena skvo (Ken Parker)
31. Izgubljeni sat (Veliki Blek)
32. Tata Frenki (Kit Teler)
33. 7 zlatnih gradova (Ken Parker)
34. Strava i užas (Veliki Blek)
35. Utvara jaguar (Mister No)
36. Crna Kandža (Mister No)
37. Na ivici života (Ken Parker)
38. Pirat Mačak (Veliki Blek)
39. Avet dinosaurusa (Kit Teler)
40. Vodeno čudo (Kit Teler)
41. Probodena džungla (Mister No)
42. Surova zemlja (Mister No)
43. Pakleno ostrvo (Veliki Blek)
44. Na putu za Jumu (Ken Parker)
45. Buntovnik (Kit Teler)
46. Vrelo olovo (Kit Teler)

### 1985
1. Plaćenik (Mister No)
2. U krugu smrti (Mister No)
3. Dvostruka ucena (Mister No)
4. Okultisove čarolije (Veliki Blek)
5. Kočitova skvo (Ken Parker)
6. Džek Utamanitelj (Kit Teler)
7. Dvoboj (Kit Teler)
8. Prinudno ateriranje (Mister No)
9. Senke smrti (Mister No)
10. Čudo neviđeno (Mister No)
11. Alisa i rodoljubi (Veliki Blek)
12. Dnevnik Adah (Ken Parker)
13. Crna magija (Kit Teler)
14. Snage zla (Kit Teler)
15. U zemlji Morosa (Mister No)
16. Pakao Čako (Mister No)
17. Žaoka (Veliki Blek)
18. Čangovo kraljestvo (Veliki Blek)
19. Zmijsko jezero (Veliki Blek)
20. Poslednji plotun (Veliki Blek)
21. Bes zlatokosog (Veliki Blek)
22. Osveta Brzog Jelena (Veliki Blek)
23. Utvare (Kit Teler)
24. Dvojnik (Kit Teler)
25. U kandžama (Veliki Blek)
26. Mudro Oko (Veliki Blek)
27. Đavolji ambis (Mister No)
28. Zraci smrti (Mister No)
29. Divlja griva (Ken Parker)
30. Avanturisti (Kit Teler)
31. Kitova greška (Kit Teler)
32. Surova ucena (Veliki Blek)
33. Bafordov teror (Veliki Blek)
34. Čudovište (Mister No)
35. Pobuna (Mister No)
36. Satikana skvo (Veliki Blek)
37. Gusarsko blago (Veliki Blek)
38. Na crnom spisku (Kit Teler)
39. Spletkaroš (Kit Teler)
40. Prokleto srebro (Veliki Blek)
41. Dani straha (Ken Parker)
42. Eldorado (Mister No)
43. Lešinari (Mister No)
44. Palikuća (Veliki Blek)
45. Parker u mreži (Ken Parker)
46. Sinovi manitua (Veliki Blek)

### 1986
1. Vapasov tomahavk (Veliki Blek)
2. Krv na snegu (Kit Teler)
3. Meskalerosi (Kit Teler)
4. Tragični susret (Mister No)
5. Špijunska mreža (Mister No)
6. Tovar B-24 (Mister No)
7. Varalica (Veliki Blek)
8. Igre sa smrću (Ken Parker)
9. Nemirna granica (Kit Teler)
10. Dinamit grom (Kit Teler)
11. Okultisova ruža (Veliki Blek)
12. Klejtonovi gusari (Veliki Blek)
13. Ljuta mržnja (Mister No)
14. Sedam dijamanata (Veliki Blek)
15. Požar u džungli (Mister No)
16. Prokleti most (Mister No)
17. Trba fon Grba (Veliki Blek)
18. Tvrđava srama (Kit Teler)
19. Mamac za neprijatelja (Kit Teler)
20. Ranjeni Dabar (Veliki Blek)
21. Ujed zvečarke (Mister No)
22. Tempirana bomba (Mister No)
23. Tabas Kabas (Veliki Blek)
24. Gvozdeni obruč (Kit Teler)
25. Tvrđava u plamenu (Kit Teler)
26. Gusari kapetana Skuma (Veliki Blek)
27. Nestali avion (Mister No)
28. Smrtonosni tovar (Mister No)
29. Crna magija (Veliki Blek)
30. Naikinini ratnici (Ken Parker)
31. Lažni žig (Kit Teler)
32. Pepeo Мinga (Veliki Blek)
33. Sinu za ljubav (Kit Teler)
34. Hodnik za pakao (Mister No)
35. Zakon osvete (Mister No)
36. Bekstvo sa Kajene (Mister No)
37. U sopstvenoj mreži (Veliki Blek)
38. Vrelo života (Ken Parker)
39. Čovek senka (Kit Teler)
40. Tajanstveni saveznik (Veliki Blek)
41. Rongo-Pongo (Mister No)
42. Znak moći (Mister No)
43. Teror gusara (Veliki Blek)
44. Tangata Manu (Mister No)
45. Sablasni jahač (Kit Teler)
46. Maskirani Blek (Veliki Blek)

### 1987
1. Janoama (Mister No)
2. Udica (Veliki Blek)
3. Trgovina smrću (Mister No)
4. Makoritina osveta (Mister No)
5. Čovek od gvožđa (Kit Teler)
6. Najduža noć (Veliki Blek)
7. Plavi đavo (Mister No)
8. Crno zlato (Mister No)
9. Čovek iz Akapulka (Mister No)
10. Blekova prevara (Veliki Blek)
11. Pruga razdora (Kit Teler)
12. Sedam života (Veliki Blek)
13. Žigosan kao ubica (Mister No)
14. Gaučo Ramon (Mister No)
15. Čarobno koplje (Kit Teler)
16. Rodijevi otmičari (Veliki Blek)
17. Vatra nad močvarom (Kit Teler)
18. Pazi snima se (Mister No)
19. Indiosi napadaju (Mister No)
20. Lutajuća strela (Mister No)
21. Zajedljivi Mister Iks (Veliki Blek)
22. Lepotica i zver (Ken Parker)
23. Potopljeno oružje (Veliki Blek)
24. Otkrivena igra (Kit Teler)
25. Živ sahranjen (Kit Teler)
26. Nesavladivi zatvor (Veliki Blek)
27. Leteći đavoli (Mister No)
28. Krvavi sneg (Mister No)
29. Lažni grof (Veliki Blek)
30. Pakleni plan (Mister No)
31. Kristalna muzika (Veliki Blek)
32. Kuća tajni (Kit Teler)
33. Jama prokletih (Veliki Blek)
34. Ritualni ples (Mister No)
35. Na zemlji Ksavanta (Mister No)
36. Oružje za rodoljube (Veliki Blek)
37. Opasan plan (Kit Teler)
38. Nakit i prevara (Ken Parker)
39. Kod tri hrasta (Veliki Blek)
40. Mafija ne prašta (Mister No)
41. Umreti na Kapriju (Mister No)
42. Škotlanđani dolaze (Veliki Blek)
43. Foto Knikerboker (Kit Teler)
44. Plemeniti spasilac (Veliki Blek)
45. Strah na Karibima (Mister No)
46. Zarobljeni na dnu (Mister No)

### 1988
1. Nemoguće bekstvo (Mister No)
2. Neprijatelj u senci (Kit Teler)
3. Sinovi magle (Veliki Blek)
4. Pljačka u Redžinstritu (Ken Parker)
5. Sabotaža u luci (Veliki Blek)
6. Mesečeve planine (Mister No)
7. Zlatni kavez (Mister No)
8. Potonulo blago (Veliki Blek)
9. Tajna Atakame (Mister No)
10. Novogodišnja noć (Veliki Blek)
11. Začarani kompas (Kit Teler)
12. Samurajski mač (Veliki Blek)
13. Tajno oružje (Mister No)
14. Spora osveta (Mister No)
15. Svadbeno veselje (Veliki Blek)
16. Naručeni zločin (Ken Parker)
17. Podzemna zamka (Kit Teler)
18. Lov na Bleka (Veliki Blek)
19. Dečak Santijago (Mister No)
20. Mupuku i jaguar (Mister No)
21. Pobuna gladijatora (Veliki Blek)
22. Totem od slonovače (Kit Teler)
23. Bravo Blek (Veliki Blek)
24. Zlato (Mister No)
25. Let za Rio (Mister No)
26. Špijun (Ken Parker)
27. Grad bez sunca (Veliki Blek)
28. Frenki šerif (Kit Teler)
29. Dvoboj na nebu (Mister No)
30. Begunci (Mister No)
31. Licem u lice (Mister No)
32. Zatočenica močvare (Veliki Blek)
33. Tajna u cirkusu (Kit Teler)
34. Donovanovi dečaci (Ken Parker)
35. Uhoda (Veliki Blek)
36. Sukob u suton (Mister No)
37. Grad zločina (Mister No)
38. Operacija Opera (Veliki Blek)
39. Opasna zona (Kit Teler)
40. Gangsteri (Mister No)
41. Trka u smrt (Mister No)
42. Agent B-23 (Veliki Blek)
43. Bekstvo iz Sen-klua (Kit Teler)
44. Crvene senke (Mister No)
45. Vestern Džona Trevora (Mister No)
46. Vatreno podne (Mister No)

### 1989
1. Rodijeva pobeda (Veliki Blek)
2. Santa fe ekspres (Ken Parker)
3. UFO (Mister No)
4. Čovek iz svemira (Mister No)
5. Kralj džungle (Mister No)
6. Povratak iz Brukvila (Veliki Blek)
7. Ostrvo totema (Kit Teler)
8. Trka za nevestom (Veliki Blek)
9. Oči čudovišta (Mister No)
10. Ananga (Mister No)
11. Svi protiv Bleka (Veliki Blek)
12. Lovac na nagrade (Kit Teler)
13. Pruga ukletih (Mister No)
14. Milton Galvaho (Mister No)
15. Karipurne (Mister No)
16. Doseljenici (Veliki Blek)
17. Očajničko traganje (Kit Teler)
18. Dvostruki špijun (Veliki Blek)
19. Noć u Trinidadu (Mister No)
20. U vodama Kariba (Mister No)
21. Odbegli robijaš (Kit Teler)
22. Dugotrajni dvoboj (Veliki Blek)
23. Vrh u džungli (Mister No)
24. Smaragdi (Mister No)
25. Poručnik Dejzi (Veliki Blek)
26. Voštana maska (Kit Teler)
27. Pilot uragana (Mister No)
28. Lov na mikrofilm (Mister No)
29. Steline avanture (Veliki Blek)
30. Ibrahimov podvig (Kit Teler)
31. Makakaraua (Mister No)
32. Strele Tarijana (Mister No)
33. Plamen mržnje (Mister No)
34. Topovi za rodoljube (Veliki Blek)
35. Tajna ostrva Ogka (Kit Teler)
36. Obračun u Stoktounu (Ken Parker)
37. Obaveštajac (Mister No)
38. Zona Rio Uruku (Mister No)
39. Crni panter (Veliki Blek)
40. El Muertova banda (Kit Teler)
41. Oružje i prevara (Ken Parker)
42. Izgubljeni puk (Veliki Blek)
43. Ubeđivanje (Mister No)
44. Svetlosne igre (Mister No)
45. Zmajevi sa Komoda (Mister No)
46. Blago sablasnog sela (Kit Teler)

## 1990-1999

### 1990
1. Kraljevstvo rogatih (Veliki Blek)
2. Sera Kobras (Mister No)
3. Kavasaki-56 (Mister No)
4. Saslušanje (Mister No)
5. Blekov dug (Veliki Blek)
6. Konjanik u crnom (Kit Teler)
7. Zatvorenik Severne kule (Veliki Blek)
8. Samoubilački napad (Mister No)
9. Etrurski demon (Mister No)
10. Baukova usta (Mister No)
11. Kula smrti (Veliki Blek)
12. Bliznakinje (Kit Teler)
13. Otrovna strela (Mister No)
14. Kurupiri (Mister No)
15. Osvetnik Taksko (Mister No)
16. Naslednica (Veliki Blek)
17. Maskirani zaštitnik (Kit Teler)
18. Robovi (Veliki Blek)
19. Bez milosti (Mister No)
20. Put u smrt (Mister No)
21. Vukovi sa Rio Grande (Kit Teler)
22. Blek sređuje račune (Veliki Blek)
23. Noć čudovišta (Mister No)
24. Čarobnjak Hel (Mister No)
25. Zarobljenica Komanča (Kit Teler)
26. Dve napasti (Veliki Blek)
27. Herba loka (Kit Teler)
28. Dobrodošlica u Trinidad (Mister No)
29. Surat Kan (Mister No)
30. Kuća obojenih snova (Mister No)
31. Zaštitnica Ganeša (Mister No)
32. Skriveno blago (Veliki Blek)
33. Sumabatra i Ravalpindi (Kit Teler)
34. Iščezla ekspedicija (Mister No)
35. Biljke ubice (Mister No)
36. Legenda o plavom varvarinu (Veliki Blek)
37. Crna Munja (Kit Teler)
38. Vazdušni gusar (Mister No)
39. Leteći tigrovi (Mister No)
40. Žuto nebo (Mister No)
41. Samuraj Saiko (Mister No)
42. Crni sombrero (Veliki Blek)
43. Trejsijev danak (Kit Teler)
44. Noć mačeta (Mister No)
45. Kuća bogova (Mister No)
46. Poglavica Bonampak (Mister No)

### 1991
1. Maskirani heroj (Mister No)
2. Plavi uvojci (Veliki Blek)
3. Povratak Ane Četiri Pištolja (Kit Teler)
4. Gospodarica tajne (Mister No)
5. Ubica iz senke (Mister No)
6. Krunski svedok (Mister No)
7. Kameno srce (Veliki Blek)
8. Leteći zmaj (Kit Teler)
9. Dvoboj na Pantanalu (Mister No)
10. Vrata pakla (Mister No)
11. Užarene oči (Veliki Blek)
12. Obmana (Mister No)
13. Avet sa Rio Kujabe (Mister No)
14. Osveta kapetana Teksere (Mister No)
15. Pucnji u noći (Kit Teler)
16. Zlatna reka (Mister No)
17. Vesela udovica (Mister No)
18. Bezimeni protivnik (Mister No)
19. Tajna majora Finča (Veliki Blek)
20. Čovek sa severa (Kit Teler)
21. Verakruz (Mister No)
22. Apolonijino prokletstvo (Mister No)
23. Žrtveni zdenac (Mister No)
24. Lov (Veliki Blek)
25. Kalaverin testament (Kit Teler)
26. Putnica bez prtljaga (Mister No)
27. Dijazovi naslednici (Mister No)
28. Trenutak istine (Mister No)
29. Zov bubnjeva (Veliki Blek)
30. Afrika (Mister No)
31. Safari (Mister No)
32. Ritualne maske (Mister No)
33. Brodolom (Kit Teler)
34. Čuvari divljine (Mister No)
35. Braća po krvi (Mister No)
36. Kraljevstvo Fanga (Mister No)
37. Nobino proročanstvo (Mister No)
38. Lažni Blek (Veliki Blek)
39. Lovac (Mister No)
40. Planina lobanja (Mister No)
41. Ranamirini saveznici (Kit Teler)
42. Pirati iz Gvineje (Mister No)
43. Kalahari (Mister No)
44. Južni dijamant (Mister No)
45. Tragičan lov (Veliki Blek)
46. U susret nepoznatom (Bil Adams)

### 1992
1. Najrobi autostop (Mister No)
2. Trgovci slonovačom (Mister No)
3. Pobuna Masaja (Mister No)
4. Poslednji metak (Mister No)
5. Garnizon veterana (Kit Teler)
6. Pustolovi (Bil Adams)
7. Drumska zaseda (Mister No)
8. Mau Mau (Mister No)
9. Oluja nad Kenijom (Mister No)
10. Vrač Kikujua (Mister No)
11. Rušilački bes (Mister No)
12. Prokleta kula (Veliki Blek)
13. Velika dolina (Bil Adams)
14. Kockar Morero (Kit Teler)
15. Kartum (Mister No)
16. Al Azif (Mister No)
17. Zaboravljeni faraon (Mister No)
18. Lavirint opsena (Mister No)
19. Osvajači (Bil Adams)
20. Mač ima reč (Veliki Blek)
21. Eliksir života (Kit Teler)
22. Sahara (Mister No)
23. Groblje kamenih zmija (Mister No)
24. Tuarez (Mister No)
25. Horerova pravda (Mister No)
26. Alamo (Bil Adams)
27. Vitez od Sezana (Veliki Blek)
28. Ničija zemlja (Kit Teler)
29. Legionari (Mister No)
30. Bogovi okruglih glava (Mister No)
31. Fort Motilinski (Mister No)
32. Komančero (Bil Adams)
33. Kavanahova zavera (Veliki Blek)
34. Ratni plen (Kit Teler)
35. Blago afričkog korpusa (Mister No)
36. Dvojica protiv svih (Mister No)
37. Zbogom Afriko (Mister No)
38. Plaćenici (Bil Adams)
39. Liga pravde (Veliki Blek)
40. Zarobljenik (Kit Teler)
41. Kažnjenička kolonija (Mister No)
42. Muzika, maestro! (Mister No)
43. Pesma očajnika (Mister No)
44. Karavani (Bil Adams)
45. Blago kapetana Kida (Veliki Blek)
46. Novi kanton (Kit Teler)
47. Povratak u Manaus (Mister No)
48. Narednik Madeira (Mister No)

### 1993
1. Kalifornijsko zlato (Bil Adams)
2. Na zlatnom tragu (Veliki Blek)
3. Smaragdna ogrlica (Kit Teler)
4. Patrola (Bil Adams)
5. Balon (Veliki Blek)
6. Utvara (Kit Teler)
7. Medeni mesec (Mister No) 16. 3.
8. Projekat "Novi Tul" (Mister No)[а]

## 2020-2029

### 2022
1. Kavez (Veliki Blek) 2.6.
2. Crni zmaj (Kit Teler) 21.6.
3. Vizantijsko blago (Priče) 12.7.
4. Imperatorovi naslednici (Nik Rajder) 2.8.
5. Stari traper (Veliki Blek) 23.8.
6. Lice ubice (Kit Teler) 13.9.
7. Draga, najdraža prijateljica (Julija) 4.10.
8. Nemilosrdni (Magični vetar) 25.10.
9. Slomljeno srce (Veliki Blek) 15.11.
10. Poslednja uloga (Kit Teler) 6.12.
11. Faktor Z (Priče) 27.12.

### 2023
1. Specijalni agent Alfe (Natan Never) 17.1.
2. Đavolji učenik (Veliki Blek) 7.2.
3. Obeleženi za smrt (Julija) 28.2.
4. Smrtonosna pesnica (Nik Rajder) 21.3.
5. Čovek bez lica (Magični Vetar) 6.4.
6. Crni monolit (Natan Never) 2.5.
7. Leteći Holanđanin (Kit Teler) 23.5.
8. Tunel smrti (Kit Teler) 8.6.
9. Divlja mačka (Veliki Blek) 4.7.
10. Lizerijum (Priče)
11. Leš u bekstvu (Julija) 15.8.
12. Privatno njuškalo (Nik Rajder)
13. Izgubljena dolina (Veliki Blek) 26.9.
14. Odredište Tuson (Kit Teler) 17.10.
15. Sigmundova tajna (Nik Rajder)
16. Magle nad ravnicom (Priče) 28.11.
17. Kraljica Misurija (Kend Parker) 19.12.

### 2024
1. Legija neranjivih (Kit Teler) 9.1.
2. Aleksandrijski svetionik (Natan Never) 2.2.
3. Ostrvo prokletih (Priče) 20.2.
4. Plaćenik (Veliki Blek) 12.3.
5. Bela tišina (Ken Parker) 16.4.
6. Trgovci smrću (Nik Rajder) 7.5.
7. Razbojnik Razo (Priče) 30.5.
8. Kradljivci krzna (V. Blek) 18.06.
9. Izgubljeno detinjstvo (Julia) 16.7.
10. Neverovatan dvoboj (Kit Teler) 6.8.
11. Anđela (Priče) 6.8.
12. Tamo gde umiru titani (Ken Parker) 17.9.
13. Gradonačelnik Malog Rima (Veliki Blek) 8.10.
14. Začarana planina (Kit Teler) 29.10.
15. nokturno (Priče)
16. U srcu mašine (Natan Never) 4.3.2025.
17. Ono što poseješ... (Magičini Vetar)

### 2025
1. ...to ćeš i požnjeti (Magični Vetar) 30.12.
2. Kraj partije (Priče) 21.1.
3. Krstarenje "Hispaniolom" (Kit Teler) 11.2.
4. Omage-Alfa (Natan Never) (25.3)
5. Palikuće (Nik Rajder) (15.4)
6. Veliki Blek (Veliki Blek) (10.5)
7. Sinovi šume (Veliki Blek) (26.5)
8. Čovek iz Buenos Ajresa (Julija) (10.6)
9. Ostrvo delfina (Kit Teler) (25.6)
10. Časovi očaja (Ken Parker) (25.6)
11. Jezero lešinara (Veliki Blek) (25.7)
12. Pobuna robova (Veliki Blek)

## Napomene
1. ↑  Ova epizoda nikada nije objavljena, iako je bila najavljena.